# 김선궁
김선궁(金宣弓, ?~?)은 고려 초기의 공신(功臣)이다. 시호는 순충(順忠)이다. 선산(일선) 김씨의 시조이다.

## 개요
김선궁(金宣弓) 선산의 호족이었다. 유년기, 아버지에게 상해를 입힌 사람의 목을 베어 죽였다.
왕건이 선산에 행차하자 투항하여 군병이 되었다. 왕건에게 활을 하사받아 이름을 선궁으로 바꾸고 후백제 공격에 참가하였다. 문하시중삼중대광, 정난보국공신에 책록되었다.
선산 김씨 가운데 김원숭이 있는데, 선산 김씨 김선궁계는 관련성을 부정하고 있다.

## 같이 보기
- 김원숭
- 문화왕후
- 김한충